# Crepidodera nitidula
Crepidodera nitidula är en skalbaggsart som först beskrevs av Carl von Linné 1758.  Crepidodera nitidula ingår i släktet Crepidodera, och familjen bladbaggar. Arten är reproducerande i Sverige.